# بيفرلي توماس غالاوي

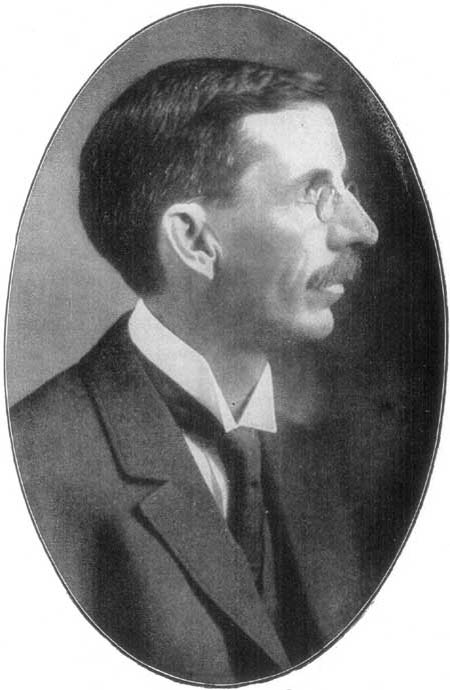
بيفرلي توماس غالاوي

بيفرلي توماس غالاوي (بالإنجليزية: Beverly Thomas Galloway)‏ (1863-1938) طبيب شرعي وبستاني أمريكي كان أول رئيس لشعبة علم وظائف الأعضاء وعلم الأمراض النباتية في وزارة الزراعة في الولايات المتحدة (United States Department of Agriculture).

## روابط خارجية
- أعمال أو نبذة عن بيفرلي توماس غالاوي على أرشيف الإنترنت
- Beverly Thomas Galloway papers at the USDA National Agricultural Library.